# Dumitru Moinescu
Dumitru Moinescu (n. 25 iunie 1952) este un fost deputat român în legislatura 1990-1992 ales în județul Constanța pe listele partidului FSN. În legislatura 1992-1996, Dumitru Moinescu a fost deputat pe listele PD. Între 1997-2000(Martie) a fost secretar de stat la Ministerul Comunicațiilor. În perioada martie - decembrie 2000, a fost Președinte al Autorității Naționale pentru Turism. În perioada 2000-2004, Dumitru Moinescu a fost primarul municipiului Medgidia. În 2011, Dumitru Moinescu a fost condamnat definitiv la 6 luni de închisoare cu suspendare pentru infracțiunea de favorizare a infractorului. 
Prin Hotărârea din 25 August 2015, CEDO decide că aceea condamnare s-a făcut prin violarea art 6 alin 1 și obligă Statul Român la plata unei despăgubiri.
În prezent, Dumitru Moinescu deține un website-blog - www.dumitrumoinescu.ro unde sunt dezbătute subiecte cultural-educative, politice, probleme contemporane și multe altele.